# Jabłonna (powiat przysuski)
Jabłonna – osada w Polsce położona w województwie mazowieckim, w powiecie przysuskim, w gminie Rusinów.
W latach 1975–1998 miejscowość administracyjnie należała do województwa radomskiego.